# Come si fa ricerca
Come si fa ricerca è un libro scritto dal sociologo Gian Antonio Gilli, consulente presso grandi aziende metalmeccaniche e docente universitario, che si caratterizza per la duplice veste, di manuale da un lato e di saggio critico dall'altro di una disciplina come la sociologia.

## Contenuto
Tra gli argomenti fondamentali del libro, vi è la diffusione dell'inchiesta come strumento di analisi della società utilizzata sempre più non solo dagli scienziati ma anche dai partiti politici, da gruppi professionali e da enti sociali.
Gilli valuta che a fronte di questa esigenza non corrisponde un parco di strumenti sociologici idonei in grado non solo di intervenire sulla realtà, ma persino di comprenderla.
Quindi la denuncia che fa Gilli suona come una forte e chiara critica delle istituzioni, costituite dalla ricerca tradizionale e dalle scienze sociali.

## Edizioni
- Gian Antonio Gilli, Come si fa ricerca, Oscar Mondadori, Arnoldo Mondadori, 1971,  pp.314 cap.9.